# Live in Montreux 69
Live in Montreux 69 — концертный альбом британской группы Deep Purple, вышедший в 2006 году. Альбом представляет собой запись концерта, состоявшегося 4 октября 1969 в Монтрё. Примечательно, что концерт происходил именно в том зале, который сгорел в конце 1971 года, когда группа записывала альбом Machine Head.
Этот альбом был издан ограниченным тиражом в 2004 году под названием Kneel & Pray.

## Список композиций

### Диск 1
1. «Speed King/Kneel & Pray» (Блэкмор, Лорд, Гиллан, Гловер, Пейс) — 5.54
2. «Hush» (Джо Саут) — 6:20
3. «Child in Time» (Блэкмор, Лорд, Гиллан, Гловер, Пейс) — 12:38
4. «Wring That Neck» (Блэкмор, Ник Симпер, Лорд, Пейс) — 20:30

### Диск 2
1. «Paint It Black» (Мик Джаггер, Кит Ричардс) — 10:48
2. «Mandrake Root» (Род Эванс, Блэкмор, Лорд) — 22:08
3. «Kentucky Woman» (Нил Даймонд) — 6:00

## Участники записи
- Ричи Блэкмор — гитара
- Иэн Гиллан — вокал, перкуссия
- Роджер Гловер — бас-гитара
- Джон Лорд — орган, клавишные
- Иэн Пейс — ударные